# 市川理矩
市川 理矩（いちかわ りく、1999年1月24日 - ）は、日本の俳優。東京都出身。キューブ所属。C.I.A.のメンバー。

## 出演

### テレビドラマ
- 水曜ドラマ ハケンの品格 第7話（2007年、日本テレビ） - 豆剣士 役
- 千の風になって ドラマスペシャル はだしのゲン（2007年、フジテレビ） - 実 役
- 炎神戦隊ゴーオンジャー 第32話 （2008年、テレビ朝日） - 黒岩大 役
- 君のせい（2009年5月4日・5日、TBS）
- 浅見光彦〜最終章〜 第1話（2009年10月21日、TBS） - 宮坂伸司 役
- 女帝薫子 第4話（2010年5月、テレビ朝日） - 三浦 役
- サザエさん2（2010年8月8日、フジテレビ） - 中島弘 役
- 10年先も君に恋して 第1回（2010年9月、NHK） - 科学チーム 役
- スクール!!（2011年1月16日 - 3月20日、フジテレビ） - 市村理矩 役
- 浪花少年探偵団（2012年7月 - 9月、TBS） - 井上拓真　役
- 幽かな彼女（2013年4月 - 6月、関西テレビ） - 中島智也 役
- 大河ドラマ 花燃ゆ（2015年1月 - 12月、NHK） - 楫取久米次郎 役
- 傘をもたない蟻たちは（2016年、フジテレビ） - 青春期の村田啓介 役
- 99.9-刑事専門弁護士- SEASON II 第5話（2018年2月11日、TBS） - 山崎大輝 役
- ゼロ 一獲千金ゲーム 第1話（2018年7月15日、日本テレビ）
- 初めて恋をした日に読む話 第4話（2019年2月5日、TBS）
- 電影少女 ‐VIDEO GIRL MAI 2019‐ 第7話（2019年5月24日、テレビ東京） - 松井直人(青年期) 役
- 100文字アイデアをドラマにした！ 第7話（2020年3月2日、テレビ東京）
- 明治開化 新十郎探偵帖 第4回（2021年1月8日、NHK BSプレミアム） - 若者 役
- 連続ドラマW 東野圭吾「さまよう刃」（2021年5月15日 - 6月26日、WOWOW） - 菅野快児 役
- イチケイのカラス 第10話（2021年6月7日、フジテレビ） - 坂口剛 役
- いぶり暮らし 第6話・第7話・第11話（2022年5月9日、16日、6月13日、BS松竹東急） - 加納翔太 役
- 未来への10カウント 第6話・第7話（2022年5月19日・26日、テレビ朝日） - 小野田浩志 役
- オールドルーキー 第3話（2022年7月17日、TBS） - 宮本 役[2]
- NICE FLIGHT! 第5話・第7話（2022年8月19日・9月2日、テレビ朝日）- グランドスタッフ 役[2]
- 警視庁強行犯係 樋口顕 Season2 第8話（2022年9月2日、テレビ東京） - 川内優 役[2]
- ZIP! 朝ドラマ「クレッシェンドで進め」（2022年10月17日 -12月16日、日本テレビ） - 桂 役[2]
- シッコウ!!〜犬と私と執行官〜 第8話（2023年9月5日、テレビ朝日） - 韮崎旬 役
- 科捜研の女 season24 第1話（2024年7月3日、テレビ朝日） - 佐藤光輝 役[3]
- 笑うマトリョーシカ  第4話、第6話、第7話（2024年7月19日 - 8月9日、TBS） - 加地昭宏(学生時代) 役[2]
- GO HOME〜警視庁身元不明人相談室〜 第7話（2024年 9月7日、日本テレビ） - 杉山 役[2]

### 映画
- 劇場版 仮面ライダーディケイド オールライダー対大ショッカー（2009年） - 10歳の士 役
- 暗殺教室（2015年） - 杉野友人 役
- トモシビ 銚子電鉄6.4kmの軌跡（2017年） - 片瀬航平 役
- あゝ、荒野 （2017年）
- シグナル100（2020年1月24日、東映） - 堂上真一郎 役[4]
- グラン・ギニョール（2022年10月28日、ダブルフィールド） -  バトー僚 役
- なのに、千輝くんが甘すぎる。（2023年3月3日公開、松竹） -  伊藤 役
- 先生！口裂け女です！(2023年7月7日、エクストリーム)  -  スズキ 役
- 交換ウソ日記（2023年7月7日、松竹） - 瀬戸山のクラスメイト 役[5][6]
- 雨の中の慾情 (2024年11月29日) [2]
- スケとボトとサーフ（2025年1月10日）[7][8]

### 舞台
2025年
- 『不可能の限りにおいて』（8月8日 - 11日〈予定〉、シアタートラム）[9]

2021年
- 『いまを生きる』（1月16日 - 31日、新国立劇場中劇場 中劇場、2月11日-14日、大阪府 サンケイホールブリーゼ、2月20日・21日、愛知県 東海市芸術劇場） - リチャード・キャメロン 役

2017年
- 『NINAGAWA・マクベス』（香港・イギリス・シンガポール公演）
- 『History of Pops 70’s』(8月22日、23日)

### バラエティ・情報番組
- エンタメサーチバラエティ プレミアの巣窟 ＜Mナイト＞ (2020年12月7日、フジテレビ)
- 痛快TV スカッとジャパン (2019年12月9日、2016年12月19日、6月6日、フジテレビ)
- 俳句さく咲く！(2019年度、NHK)

### 配信ドラマ
- ANIMALS‐アニマルズ（2022年6月23日 - 、ABEMA） - 井手口太郎 役
- パンドラの果実〜科学犯罪捜査ファイル〜 Season2 第2話・第3話 （2022年7月2日 - 、Hulu） - 三浦勇気 役

### CM
- マクドナルド ハッピーセット デジ・マック（2007年8月）
- EPSON カラリオ（2007年11月 - 2008年1月）
- ケンタッキーフライドチキン（2007年11月 - 12月）
- LION キレイキレイ（2008年、2010年）
- FANCL 発芽米（2008年）
- EPSON カラリオ2008春（2008年）
- マクドナルド ハッピーセット（2009年1月 - 2月）
- マクドナルド ハッピーセット 名探偵コナン（2009年4月）
- オリエンタルランド 東京ディズニーランド（2010年1月 - 2月）
- コナミ パワプロクンポケット13（2010年11月）

### MV
- TOUYU（灯油）「秘密木地 -Teaser-」(2016年)

- wacci「Ah!Oh!」（2017年）